# Pomnik Kraka w Krakowie
Pomnik Kraka – pomnik znajdujący się w Krakowie na Starym Mieście przy ulicy Siennej 16, na dziedzińcu Archiwum Narodowego.
Modernistyczna rzeźba przedstawiająca walczącego ze smokiem Kraka wykonana została z czerwonego piaskowca przez Franciszka Kalfasa w 1929. We wrześniu tego samego roku została nagrodzona na Powszechnej Wystawie Krajowej w Poznaniu.